# Geulumpang Sulu Timur
Geulumpang Sulu Timur is een bestuurslaag in het regentschap Aceh Utara van de provincie Atjeh, Indonesië. Geulumpang Sulu Timur telt 1295 inwoners (volkstelling 2010).